# Cursus (archeologia)

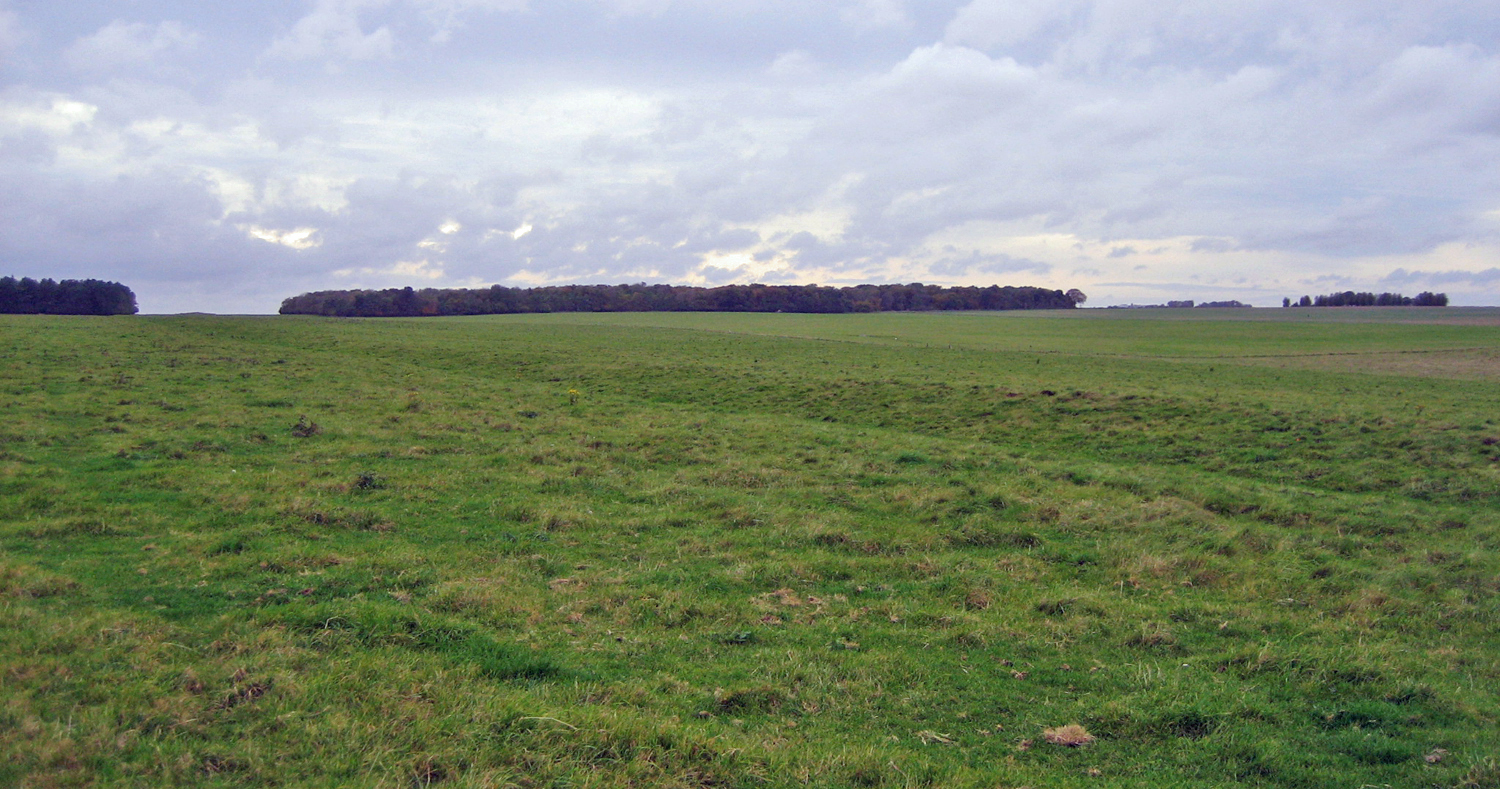
Stonehenge Cursus, nel Wiltshire

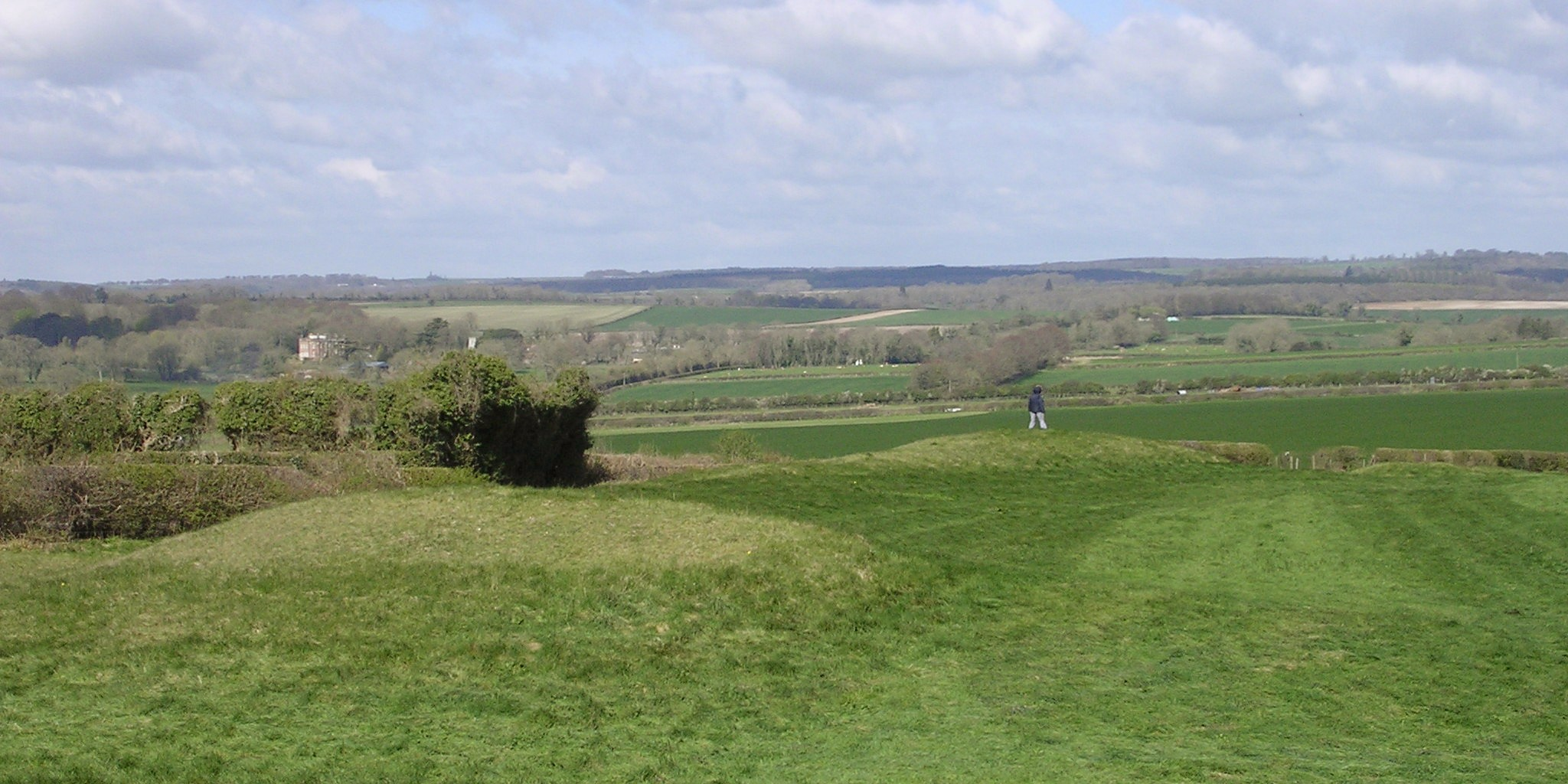
Dorset Cursus, nel Dorset

Il Cursus fu un nome dato dai primi archeologi britannici, come William Stukeley, alle grandi distese parallele di cumuli con fossati esterni che essi pensavano fossero stati i primi corsi atletici romani, da cui il nome latino cursus (ossia "corso/via/cammino/corsa", in italiano). I monumenti dei Cursus sono adesso compresi come strutture neolitiche e rappresentano alcune delle più vecchie strutture monumentali preistoriche delle Isole britanniche e possono essere stati adibiti a una funzione cerimoniale.

## Caratteristiche
Essi variano in lunghezza da 50 metri fino a quasi 10 chilometri e la distanza tra earthwork paralleli può superare i 100 metri. I cumuli alle estremità conchiudono il cursus.
Le coeve caratteristiche interne sono rare e tradizionalmente si pensava che i cursus venissero usati come percorsi processionali. Essi sono spesso allineati sia rispetto alla posizione cosiddetta della long barrow che a quella della bank barrow (il termine anglosassone barrow sta per cumulo che forma una lunga collinetta), preesistenti, che sembrano ignorare le difficoltà e le asperità del terreno. Il Dorset Cursus, il più lungo esempio, taglia un fiume e tre valli lungo il suo percorso attraverso il Cranborne Chase. È stato immaginato che essi venissero usati nei rituali connessi con il culto degli antenati, che seguissero allineamenti astronomici o che servissero da zone tampone tra ambiente cerimoniale e occupazionale. Studi più recenti hanno rivalutato l'interpretazione originale, argomentando che essi fossero in effetti usati per competizioni cerimoniali. Reperti di punte di freccia nelle loro parti terminali suggeriscono che il tiro con l'arco e la caccia fossero importanti per gli edifici e che la lunghezza dei cursus potesse riflettere un loro utilizzo come terreno di prova, o un rituale di iniziazione, per i giovani coinvolti nel passaggio verso l'età adultà. Esistono paralleli antropologici che avvalorerebbero questa interpretazione.

## Cursus noti
Esempi comprendono i quattro cursus a Rudston nel Yorkshire, quello a Fornham All Saints nel Suffolk, il Cleaven Dyke nel Perthshire e il cursus del Dorset. Un notevole esempio è lo Stonehenge Cursus, incluso in una vista dei più famosi circoli di pietre, su terreno appartenente alla National Trust dello Stonehenge Landscape.

## Identificazione tramite fotografia aerea
Sono noti numerosi esempi di cursus e la disciplina dell'archeologia aerea è il metodo più efficiente di identificazione delle ampie caratteristiche rivelanti migliaia di anni di degradazione e danni provocati dagli aratri.  Alcuni cursus sono stati identificati solo attraverso un primo avvistamento di cropmarks visibili dalla ricognizione aerea; per esempio, i cropmark a Fetteresso furono la prima indicazione di un cursus in quella località dell'Aberdeenshire, Scozia.